# Durchmesserstarrheit
In der Differentialgeometrie, einem Teilgebiet der Mathematik, bezeichnet Durchmesserstarrheit oder Cheng's Durchmesserstarrheitssatz eine Eigenschaft riemannscher Mannigfaltigkeiten mit maximal möglichem Durchmesser bei gegebenen Krümmungsschranken.
Es sei {\displaystyle (M,g)} eine {\displaystyle n}-dimensionale riemannsche Mannigfaltigkeit mit Ricci-Krümmung {\displaystyle Ric\geq (n-1)kg} mit {\displaystyle k>0}. (Diese Bedingung ist zum Beispiel erfüllt, wenn die Schnittkrümmung mindestens {\displaystyle k} ist.) Nach dem Satz von Myers ist dann der Durchmesser von {\displaystyle M} höchstens {\displaystyle {\frac {\pi }{\sqrt {k}}}}.
Der Durchmesserstarrheitssatz von Cheng besagt dann:
Wenn der Durchmesser von {\displaystyle M} gleich {\displaystyle {\frac {\pi }{\sqrt {k}}}} ist, dann ist {\displaystyle M} eine Sphäre konstanter Schnittkrümmung.